# 市田柿

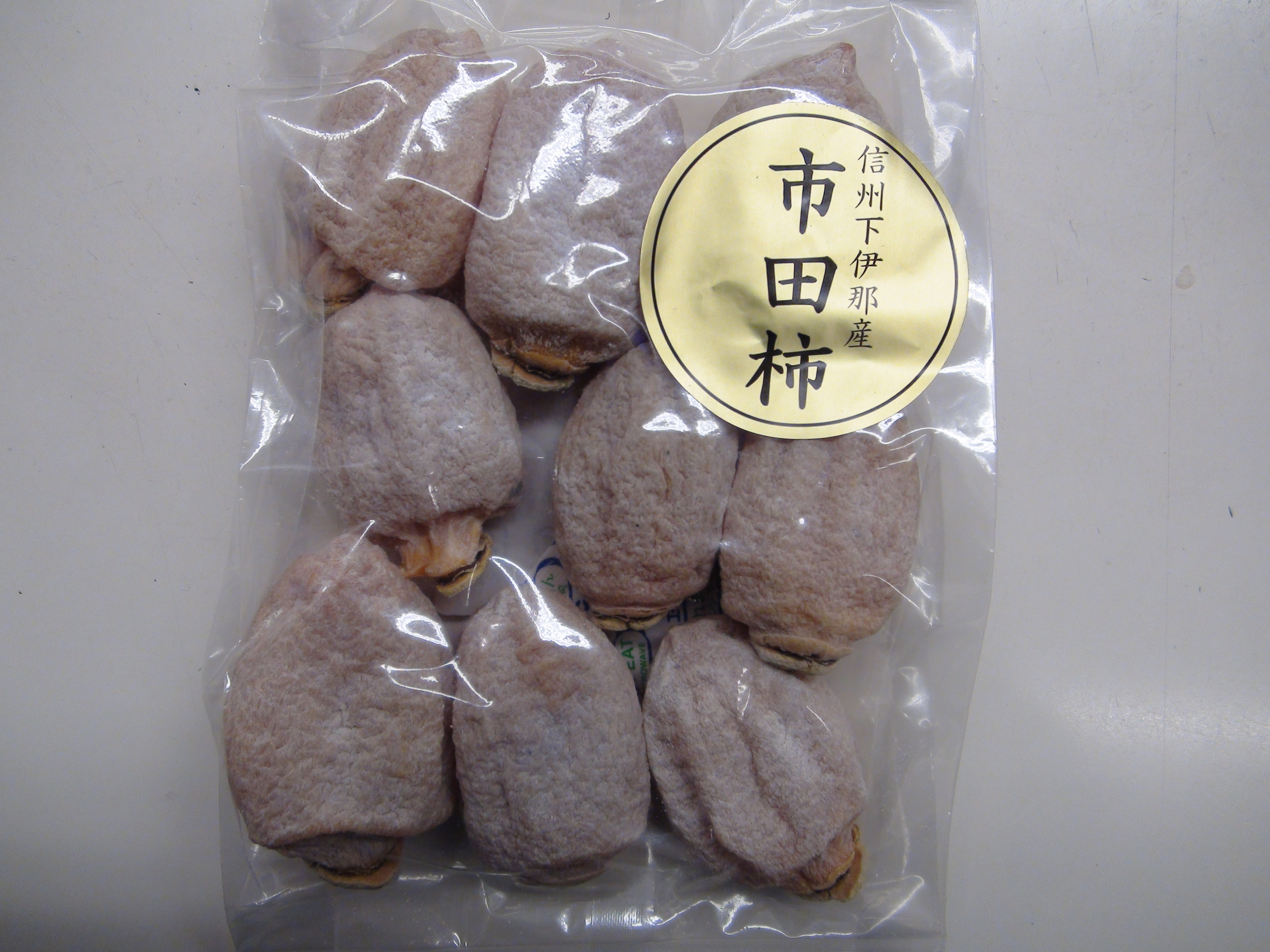
市田柿の干し柿

市田柿（いちだがき）は、長野県南部で栽培される柿の品種。果実から干し柿（ドライフルーツ）が作られる。
14世紀頃、現在の長野県下伊那郡高森町に当たる旧市田村で盛んに栽培されていた事が由来である。

## 特徴
果実は小ぶりであり、生柿・干し柿共に紡錘形をしている。同じ干し柿でも、あんぽ柿に比べると固めであり、串柿などにくらべると柔らかめなのが特徴である。市田柿の干し柿は、表面がいわゆる「粉（こう）が吹いている」、すなわちブドウ糖が表面に染み出て白い粉に覆われるのが上等品とされる。栄養価はポリフェノールが特筆して高い。100グラム中の含有量が250ミリグラムであり、干しぶどう（赤）に比べて3倍近い。

## ブランド
地域団体商標「市田柿」を管理する市田柿ブランド推進協議会では「原料柿、製造地域共に飯田市・下伊那地方に限る」としている。他の干し柿ブランドとの違いとして、原料柿の品種まで指定されていることが挙げられる。
かつては焼き柿として食され、1922年（大正11年）頃から「市田柿」の商標を名乗り、当時の市田村壮年団が販売を試みている。市田柿活性化推進協議会は2021年から市田柿を紹介した冊子を作成するなど100周年事業を展開している。
本格的に1950年（昭和25年）頃から優良系統を選び、市田柿に適した栽培法、燻蒸法などが普及、第二次世界大戦後に干し柿として商品化が進められた。現在では飯田市や下伊那など南信州地域を中心に栽培され、2001年（平成13年）の栽培面積は495ヘクタール、生産者数は約5000戸、2005年から2012年までの平均生産量は、原料柿で推定8577トン、加工済みの干し柿で2143トンに及ぶ。干し柿生産量では日本最大である。

## 生育
市田柿は頂部優勢が強く直立した形状になりやすい。樹高が高いと作業効率や安全性に支障が生じるため、栽培においては定植10年ほどで心抜きを行ない、主枝の発生位置を低くして樹高を3.5メートル以下程度に保つことが多い。次郎柿などの甘柿とは違い、生で食すると口の中に収められないほどのタンニンが感じられる渋柿。果実は10月下旬から11月上旬にかけて熟し、一個あたりの重量は100グラムと小ぶりである。
人工的に手を加えて交配したものではなく、品種の中から優良な母木を選び広めたもののため、樹としては原種に近く、比較的病気に強いとされる。

## 製法
伝統的な従来製法から、機械化などが行われているが基本的には同じ製法が守られている。市田柿の商標がついて販売されている柿は、基本的に2004年（平成16年）に市田柿の商標を管理する生産販売団体が中心となって作成された衛生マニュアルに基づき管理が行われている。

### 収穫
果樹園にて黄色から橙色に実った所で収穫される。身は橙色になってもまだ固く渋い。収穫は果樹の「萼」の部分、ほぞとも言われる部分を残すように、また樹を傷めぬよう、実っている方向と逆向きに転がすように回すとぽろりと取れる。収穫した果実は、2,3日のうちにすぐに加工されるか、あるいは0～2℃、湿度90％程度に保たれた予冷庫に保管され加工される。
なお、収穫時期を逃すと赤く柔らかくなった「熟し」と呼ばれる状態になる。この状態になると干し柿にはならずまた日持ちもしないが、渋がなくなり非常に甘くなる。一般に流通することは殆ど無いが、古くからはきな粉をまぶすなどし、あるいは冷凍してシャーベット状などにするなどしても食べられることがある。

### 皮むき
ヘタの部分を残し、完全に皮をむく。現在は専用の全自動・半自動と呼ばれる機械を用いて加工されるが、戦後直後までは千重（せんかさ）と呼ばれる独特の刃物が用いられ、1980年代までは手回しの機械を用いて皮むきがなされていた。この時用いる刃物は、水滴型の柿の形に沿うように大型で刃が沿うになっており、一般的な調理用の器具とは異なっていた。現在は市田柿本体に針を挿し込まず固定し、より高品質な加工ができる吸引式の装置の普及が始まっており、市田柿の商標を管理する市田柿ブランド協議会では、2014年産から完全に針を使わない吸引式のみにする予定である。
地元の出荷を行なっているみなみ信州農業協同組合等では、近年中に全面的にこの衛生的に優れ歩留まりをよくする吸引式の装置への移行を目指している。

### 吊るし
1.5mほどの紐に吊るし「連」とよばれるものにする。
古くは藁縄、戦中から戦後にかけてはタコ糸などが用いられてきたが、現在はナイロン製の専用の細い糸、あるいは、樹脂製のフックが付いた紐が使われる。

### 燻蒸
硫黄により燻蒸を施す。硫黄を燃やして得る二酸化硫黄が用いられる。この二酸化硫黄燻蒸によって酸化を防止し、硬くなりすぎずまたタンニンの硬化を防ぐ。なお硫黄は燻蒸量も少なく、2週間にも及ぶ乾燥中に蒸発してしまうが、製法中の唯一の食品添加物として使用される。
一部では一切硫黄燻蒸を行わない柿も販売されている。
無燻蒸のものには二種類あり、単に初めからそのまま食べるのではなく加工用にするため手間をかけず、硬く色が黒くても構わないものとしたものと、そのまま食べられる干し柿として高級百貨店など特別な販路向けに限定で流通し高価であるものがある。
前者の場合は単純に手間を省いているため硬くなりそのまま食べるには適さない。一部の業者ではこれを逆手に取り「より自然に近い」等と宣伝しているが、単に製法の違いであり自然に近いわけではない。また本来は加工用であるにもかかわらず、これをそのまま食べるものとして販売している業者も存在する。
後者の場合でもタンニンの効果によって色は黒くなるが、厳密に水分量を管理し手揉みなどを行うなどで手間をかけることによって硬くなるのを防いでいる。しかし、一般にあまり食味は変わらないか少し悪い（品評会等では硫黄燻蒸品の評価のほうが高い）。しかしイメージを優先する自然派志向のニーズに応えるものとして試験的に一部流通している。

### 乾燥
縄に柿がぶら下がった「連」の状態で風通しの良い場所に吊るし乾燥させる。
かつては「柿すだれ」と言われ、農家の軒下に紐で吊されたオレンジ色の柿を見ることができたが、現在では食品の衛生管理の観点から、出荷をする生産農家については管理がなされた農業用ハウスなどで干されている。そのため今でも軒下に見ることのできる柿のれんは、自家用のものか、もしくは観光客向けに見せるために吊された物である。
この工程を加温し短縮する製法もある。ここで自然に粉が出るまで吊るしたまま乾燥させることもあるが、多くは以下の粉だし工程が行われる。

### 粉だし
10日～2週間程度、約半分ほどまでに干し上がり、渋が抜けた所で縄から外し（「柿を下ろす」と呼ばれる）、ほぞ（萼の部分）及びヘタの部分を切り落とし、一つ一つ柿を確認する。
その後、寝かせ込みと天日干しをし、柿もみ機と呼ばれる回転するドラムの中に柿を入れ、刺激を与えると、柿が白い粉（こ）を噴く。適正な干し上がりになるよう、また均一に粉が来るように寝かせ込み、天日干し、柿もみを繰り返して、精錬する。
全面に均一に粉が来た所で完成。その後選別・梱包などが行われる。現在では酸素を通さないフィルムを用いたパッケージに、脱酸素剤を用いて品質が落ちにくいパッケージが使われているが、市田柿は涼しいところに置き、またパッケージを開封したら出来るかぎり早く食べることが望ましい。温かいところに置くと過乾燥を招き硬くなったり、逆に水分を吸収し「もどり」あるいは「煮え」と呼ばれる現象を引き起こしたりして食味を損なう。なお短期であれば冷凍も可能である（解凍は自然解凍のこと）。

## 歴史
市田郷地域で柿の栽培が始まったのは、江戸時代の伊勢神宮参拝（伊勢講）により、当時既に柿栽培が盛んであった美濃（現在の岐阜県南部）よりもたらされたとの説が有力とされる。地元の萩山神社にはその社が残っている。
この頃は焼柿とよばれ、囲炉裏端で焼いて渋を抜き食べられることが主であったとされるが、しだいに吊るされ「ころ柿」として加工されるようになり、1922年（大正11年）に市田村青年団により、焼柿から「市田柿」と改称し、中央市場に共同出荷が行われる。この時は失敗に終わるが、その後戦争を経て、戦後、出荷量は増加していく。
戦後になり、病害虫駆除、施肥、整枝・剪定の技術の普及、長野県立農業試験場によって硫黄燻蒸法などが確立され、更に優良系統選抜などを経て品質を均質化。かつての主要産業であった養蚕が世界恐慌などを経て衰退していたこともあって栽培面積が増加した、それに違って栽培地域も旧市田村地方から、伊那谷に広まっていく。
近年では火力乾燥法や消毒法、あるいは柿加工乾燥に適した乾燥設備（通称「柿ハウス」）の普及、パッケージの工夫などによる販路の拡大などにより急成長した。
2006年（平成18年）には地域団体商標登録制度がスタートし、長野県で最初の地域ブランドとして認定を受けた。

## 利用
飯田市や下伊那郡地域では「元旦に食べた干し柿から出てきた種の数が多いほど、その一年で多くの富を蓄えることができる」という言い伝えがあるため、新年を祝う席に縁起物として干し柿を食べる習慣がある。
その他、和菓子などの加工用にも用いられる。加工には切り込んで混ぜたような菓子のほか、その白く柔らかく粉が来た見た目を生かした高級和菓子などもある。